# سريلانكا في الألعاب الأولمبية الصيفية 2016
نافست سيريلانكا في دورة الألعاب الأولمبية الصيفية 2016 في ريو دي جانيرو، البرازيل، من 05-21 أغسطس 2016. وكان هذا الظهور السابع عشر للبلاد في دورة الألعاب الاولمبية، باستثناء دورة الألعاب الاولمبية الصيفية 1976 في مونتريال.